# Spirorbis pusilla
Spirorbis pusilla är en ringmaskart som beskrevs av Martin Heinrich Rathke 1837. Spirorbis pusilla ingår i släktet Spirorbis och familjen Serpulidae. Inga underarter finns listade i Catalogue of Life.